# Alberto Gallardo
Félix Alberto Gallardo Mendoza (Chincha, 28 de noviembre de 1940-Lima, 19 de enero de 2001) fue un futbolista peruano que se desempeñaba como delantero. En las canchas de juego, Gallardo fue un reconocido velocista, poseedor de una potencia de tiro y un despliegue físico atípico para el fútbol peruano. Por años fue dueño de la banda izquierda de Sporting Cristal y la selección de fútbol del Perú, desde donde lanzaba fuertes remates con cualquiera de los dos perfiles. Por su estilo de juego, era popularmente conocido como el Jet. Considerado uno de los mejores extremos peruanos de todos los tiempos.
Comenzó su carrera con el club Mariscal Castilla, pero la familia Bentín, fundadora de Sporting Cristal, lo fichó para el equipo celeste y su decisión resultó en la consagración del mejor jugador de la historia del club rimense. En dos etapas, Gallardo jugó 14 temporadas con la camiseta celeste, hizo 148 goles en 261 partidos, ganó 4 veces la liga peruana, y se erigió 2 veces como el máximo goleador del campeonato.  En 1963 destacó en la Copa América al anotar cuatro goles, para la siguiente temporada el AC Milan (vigente campeón de Europa por ese entonces) decidió adquirirlo en junio de 1964. En el gigante italiano, tuvo poca continuidad y al poco tiempo fue prestado al Cagliari Calcio, donde tuvo cierta regularidad. 
En 1966 decidió marcharse a Brasil y se enroló en el Palmeiras. Allí tuvo su mejor performance en el extranjero, logrando ser bicampeón del Brasileirao además de conseguir un Campeonato Paulista en 1966. En la Copa del Mundo de 1970, anotó dos goles: uno ante Bulgaria, en fase de grupos, y otro ante Brasil en cuartos de final. Además de Teófilo Cubillas, el máximo goleador peruano en los mundiales, es el único jugador peruano que anotó más de un gol en la historia de las Copas del Mundo.
Es considerado el ídolo máximo del club Sporting Cristal, donde consiguió cinco campeonatos nacionales, uno de ellos como director técnico. Es reconocida también su gran labor en las divisiones menores del club, al que dedicó gran parte de su vida hasta el día de su fallecimiento. Con la selección peruana, disputó 37 encuentros en los que anotó 11 goles, participó en los Juegos Olímpicos de Roma 1960, el Campeonato Sudamericano 1963 y la Copa Mundial de fútbol de 1970.

## Biografía
Alberto Gallardo nació en la Hacienda Rosero Bajo de la provincia de Chincha, el 28 de noviembre de 1940. Hijo de Víctor Gallardo Cartagena y Victoria Mendoza Zegarra. Se trasladó a Lima, con su familia, a la edad de nueve años. Gallardo cursó sus estudios en el Colegio Puericultorio Pérez Araníbar, donde empezó su afición por el fútbol. Debido a la pobreza de su tierra natal le fue muy difícil practicar el deporte de niño, motivo por el cual tuvo que entrenarse mucho más que otros jóvenes atletas para llegar a destacar en su colegio. Ha sido siempre destacada la constancia en el entrenamiento de Alberto Gallardo desde sus inicios, tópico que ha generado diversas historias. 
En vida, estuvo casado con Carmen Villalobos Ferreyros desde el 28 de julio de 1964, el matrimonio tuvo tres hijas y residió en la urbanización Santa Catalina, del distrito de La Victoria.
Falleció el 19 de enero del 2001 a las 6:40 p. m. tras largas horas de permanencia en cuidados intensivos en la Clínica Javier Prado, debido a una hemorragia interna ocasionada por rotura de bazo complicada por un severo cuadro de apendicitis. Sus restos fueron sepultados en el Cementerio Jardines de La Paz del distrito de La Molina.

## Trayectoria como jugador

### Inicios
Fichó por el modesto Mariscal Castilla, luego de ser observado por algunos directivos en un partido disputado por su colegio en la ciudad de Huacho y que llamó su atención por las enormes condiciones que vieron en él. A la par de su carrera como futbolista, trabajaba también como oficinista en el club, ya que su sueldo era muy bajo. El Mariscal Castilla fue el club sorpresa del campeonato de 1959, finalizando el torneo en tercer lugar; las buenas actuaciones de Gallardo le valieron su convocatoria a la selección de fútbol del Perú que participaría en los Juegos Olímpicos de Roma 1960.
La familia Bentín, fundadora del Sporting Cristal, estuvo interesada en Alberto Gallardo desde antes que culmine el campeonato. Es así que ambos llegaron a un acuerdo incluso antes de su partida a los Juegos Olímpicos. A su regreso, Gallardo empezó a formar parte de la familia del Sporting Cristal. Su debut con el club rimense se dio en la tercera fecha: el 10 de septiembre de 1960, en el partido que Cristal venció al Mariscal Sucre por 3-1. El Jet marcó su primer gol en la octava fecha: el 1 de octubre al Sport Boys en un empate 2-2. Gallardo marcaría cinco goles más aquel torneo.

### Consagración
Durante los siguientes años, Gallardo entraría en la historia del club bajopontino. Para el año 1961, de la mano del técnico Juan Honores, Sporting Cristal cumplió una excelente campaña con un equipo lleno de muchos juveniles. Entre ellos destacaban Orlando de la Torre, Eloy Campos, Roberto Elías, Alberto «Cachito» Ramírez y José del Castillo. Gallardo destacó con diecisiete goles a lo largo del campeonato en dieciocho partidos jugados. El título nacional se tuvo que definir con el club Alianza Lima, venciéndolo por 2-0 con un gol marcado por el Jet. Con su tanto en la final, Gallardo se proclamó máximo goleador del año con dieciocho goles. Significó el segundo título para la joven institución y la primera vez que contaba con el goleador del torneo.
En la Copa de Campeones de América 1962, marcó tres goles, uno de ellos en el histórico triunfo ante Racing Club por ser esta la primera victoria del club Sporting Cristal en la historia del torneo continental. Con miras al campeonato de ese año, participó con el club en una gira alrededor del mundo donde se disputaron encuentros con clubes de Europa, África, Norteamérica y Asia, y con algunas selecciones nacionales como Corea del Sur y Singapur. Gallardo logró anotar treinta y siete goles en treinta partidos disputados, de los cuales el club ganó veinte, empató siete y perdió tres. Al final de aquel año, se volvió a proclamar goleador con veintidós anotaciones y se logró el subcampeonato.
Por su gran rendimiento fue convocado a la selección de fútbol del Perú para el Campeonato Sudamericano 1963, donde cumplió otra destacada actuación al ser el goleador del equipo con cuatro goles. A su regreso al club, continuó su racha goleadora marcando diez goles en trece partidos jugados. Sus buenas actuaciones hicieron que varios clubes extranjeros se fijaran en él. Para finales de año Gallardo fichó por el poderoso AC Milan de Italia.

### Carrera en el extranjero
Gallardo llegó al AC Milan (campeón de la Copa de Campeones de Europa 1962-63) y alternó con grandes figuras de la época como Cesare Maldini y Gianni Rivera. Sin embargo, tuvo poca continuidad, jugando solo quince partidos en los que anotó dos goles.
A mediados de 1964 fue prestado al Cagliari Calcio, club donde tuvo más regularidad. Se mantuvo ahí hasta 1966 y anotó seis goles. Tuvo un breve regreso al Perú para disputar un partido amistoso entre Sporting Cristal y F. C. Barcelona jugado el 25 de julio de 1964 para recaudar fondos tras la tragedia del Estadio Nacional del Perú. El partido terminó igualado a dos goles, uno de los tantos fue marcado por el Jet.
Tras un paso irregular por el Calcio, fue fichado por el Palmeiras de Brasil en 1966, un equipo que estaba comprometido con el descenso. Gallardo tuvo más continuidad y se alzó con títulos importantes. Ese año obtuvo el Campeonato Paulista. La siguiente temporada, campeonó en los dos torneos más importantes de Brasil, la Taça Brasil y el Torneo Roberto Gomes Pedrosa, consagrándose así ganador de los dos Brasileirãos de 1967. Gallardo jugó cuarenta y nueve partidos en dos temporadas, en los que marcó dieciséis goles.

### Ídolo de Sporting Cristal

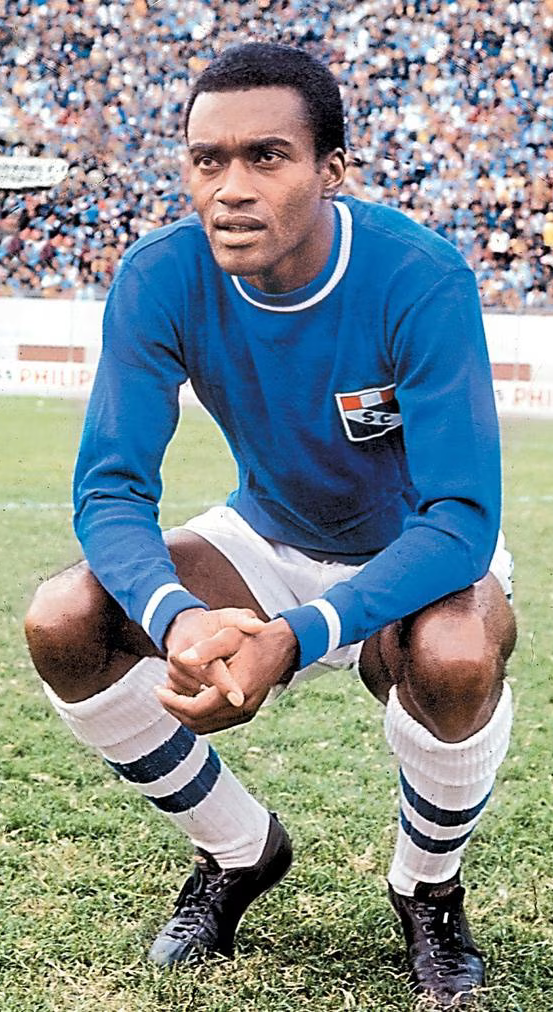
Gallardo con la camiseta del Sporting Cristal

Después de su destacado paso por Brasil, regresó a su club de siempre, Sporting Cristal, a pedido del técnico brasileño Didí. 
Gallardo jugó la Copa Libertadores 1968, donde tuvo un buen rendimiento y marcó cinco goles, aquel año no fue todo alegría para el Jet debido a varias lesiones. Sin embargo, anotaría diez goles en veinte partidos jugados. Uno de los partidos más memorables del Jet fue el de la final nacional de 1968 que se jugó contra el Juan Aurich de Chiclayo, el equipo «revelación» del año. En un Estadio Nacional completamente lleno, Cristal y Aurich disputaban un encuentro muy cerrado que estaba para cualquiera. En el minuto 52, entra Alberto Gallardo y apenas a cuatro minutos de su ingreso abre el marcador con un gol típico de él: picó al vacío, recibió un pase largo y con potente zurdazo la embocó. En la siguiente jugada, apenas reanudado el juego, Gallardo robó la pelota, llegó al área y a base de dribblings provocó un penal que él mismo transformó para sentenciar el partido. El Jet tuvo su gran noche que valió su segundo campeonato en Sporting Cristal y le otorgó definitivamente la calidad de ídolo del club rimense.
Anotó tres goles en la Copa Libertadores 1969, en ese torneo copero, el cuadro rimense marcó otro récord: mantuvo invicto por diecisiete partidos consecutivos, récord continental que perdura hasta hoy. De ellos, ganó ocho y empató nueve. La racha comenzó el 20 de febrero de 1962, cuando venció en Lima a Racing Club de Argentina por 2-1, y se mantuvo hasta el 11 de marzo de 1969, cuando cayó 2-0 en Santiago ante Santiago Wanderers. Gallardo anotaría siete goles en ese año con la camiseta rimense.
Su tercer título llegó en 1970, en el torneo regular se llegó al tercer lugar y clasificó para la ronda final. En la liguilla final de seis partidos se acumuló un puntaje casi perfecto, ganando cinco encuentros y empatando el restante con lo que se superó en un punto a su escolta Universitario de Deportes y se logró el campeonato. Según opinión general de la prensa de la época, Alberto Gallardo con sus diecisiete goles fue el mejor jugador de aquel año.
En 1971 disputó nuevamente una Copa Libertadores. Participó en aquel partido contra Boca Juniors que terminó con batalla campal en la Bombonera. En el torneo peruano, juega veintiséis partidos y convierte veintidós goles, quedando el equipo en cuarto puesto del torneo. Cabe resaltar que, un 13 de junio de 1971, logra, por primera vez en la historia del Sporting Cristal, marcar 4 goles en un partido. Fue ante Miraflores FC en el triunfo por 5-2.
En 1972, Gallardo jugó los siete partidos de la primera rueda del Torneo Metropolitano, anotando un gol, luego sería convocado a la selección para el Mundialito disputado en Brasil. A mediados de ese año, una lesión producida con la selección peruana le impidió jugar por el resto de ese año. Pero igualmente el cuadro bajopontino logró su cuarta corona bajo la conducción del DT peruano Marcos Calderón.
En 1973, logra anotar siete goles en treinta y tres partidos jugados y Sporting Cristal termina subcampeón peruano. Al año siguiente, en 1974, juega veintidós partidos y vence en once oportunidades las vallas rivales. A fines de 1974, anunció su retiro del fútbol para dedicarse a dirigir las divisiones inferiores del club. 
En octubre de 1976, a pedido de don Ricardo Bentín Mujica, vuelve a las canchas. Fue en un partido ante Alianza Lima por la noche, esa mañana había fallecido doña Esther Grande. A pesar de todo eso, los rimenses golearon 3-0 con anotaciones suyas. Ese año Gallardo juega nueve encuentros y anota cinco veces. 
Cuando nuevamente se había retirado del fútbol, los directivos rimenses le piden que juegue lo que restaba del campeonato de 1977 porque el equipo no pasaba por buen momento. Sus últimos dos goles lo anotó en el Estadio Nacional del Perú al Deportivo Junín, en un partido que, luego de ir perdiendo 0-3, ganaron los celestes 5-3, ese año jugaría 10 partidos más. El año 1978 fue su retiro definitivo, su última presentación oficial fue el 19 de febrero, a los 37 años, frente al Unión Huaral en el Estadio Julio Lores Colán. Sporting Cristal cayó 2-0 y Gallardo ingresó en el segundo tiempo por Reynaldo Jaime. 
En total, el Jet anotó 148 goles con la casaquilla rimense del Sporting Cristal, 137 por el torneo local y 11 por Copa Libertadores.

## Selección peruana
Gallardo integró la selección de fútbol del Perú juvenil que participó en los Juegos Olímpicos de 1960.
Su debut con la selección absoluta ocurrió el 10 de marzo de 1963, en el partido frente a Brasil en la Campeonato Sudamericano 1963, que finalizó 1-0 a favor de los cariocas. Su primer gol con la selección ocurrió la fecha siguiente en el triunfo sobre Argentina por 2-1. Marcó tres goles más en el certamen y fue el goleador del equipo. A pesar de ser uno de los pocos futbolistas actuando en el extranjero, no fue considerado para disputar las clasificatorias para el Mundial de 1966.
Su gran momento llegó en las clasificatorias para el Mundial de 1970, cuando volvió a ganar el titularato luego de dos duelos ante Brasil en donde anotó dos goles. Anotó a Bolivia en La Paz un gol inexplicablemente anulado por el juez Sergio Chechelev, que hubiera significado la clasificación anticipada de la selección peruana. De todas formas anotó en el triunfo peruano en Lima por 3-0, más tarde se obtuvo la clasificación para la Copa Mundial de fútbol de 1970 en Buenos Aires. En la Copa Mundial de fútbol, anotó dos goles: uno a la selección búlgara, en fase de grupos, y otro a la selección brasileña en cuartos de final. Con sus dos tantos, Gallardo es hasta la fecha el segundo máximo artillero peruano en los mundiales, detrás de Teófilo Cubillas.
Sus últimas participaciones con la selección peruana ocurrieron en 1972, durante la Copa Independencia de Brasil (también denominada Mundialito). El Jet marcó su último gol el 11 de junio de 1972 a Bolivia y disputó su último partido el 25 de junio de 1972 ante Yugoslavia.

### Participaciones en Copas del Mundo
| Torneo                         | Sede   | Resultado        | Partidos | Goles | Prom. |
| ------------------------------ | ------ | ---------------- | -------- | ----- | ----- |
| Copa Mundial de Fútbol de 1970 | México | Cuartos de final | 4        | 2     | 0.50  |
| Total                          | Total  | Total            | 4        | 2     | 0.50  |

### Participaciones en Juegos Olímpicos
| Competición              | Sede  | Resultado     | Partidos | Goles | Prom. |
| ------------------------ | ----- | ------------- | -------- | ----- | ----- |
| Juegos Olímpicos de 1960 | Roma  | Primera ronda | 3        | 1     | 0.33  |
| Total                    | Total | Total         | 3        | 1     | 0.33  |

### Participaciones en Copas América
| Competición                  | Sede    | Resultado    | Partidos | Goles | Prom. |
| ---------------------------- | ------- | ------------ | -------- | ----- | ----- |
| Campeonato Sudamericano 1963 | Bolivia | Quinto lugar | 6        | 4     | 0.67  |
| Total                        | Total   | Total        | 6        | 4     | 0.67  |

### Participaciones en clasificatorias para Copas del Mundo
| Eliminatorias                    | Sede       | Selección | Resultado     | Partidos | Goles | Prom. |
| -------------------------------- | ---------- | --------- | ------------- | -------- | ----- | ----- |
| Eliminatorias sudamericanas 1970 | Sudamérica | Perú      | (Clasificado) | 3        | 1     | 0.33  |
| Total                            | Total      | Total     | Total         | 3        | 1     | 0.33  |

## Como técnico
Alberto Gallardo hace su debut como técnico al dirigir al equipo en forma interina el 7 de agosto de 1977 en el partido que Cristal vence a Universitario de Deportes por 2-1 en el Estadio Nacional, en ese partido debuta también Héctor Chumpitaz con la camiseta celeste. Dirigió también los partidos contra Bolognesi (0-0) y Sport Boys (1-3). 
Luego, pasó a manejar las divisiones inferiores del club a la par de trabajar como asistente de los entrenadores Roque Gastón Máspoli, José Fernández y Marcos Calderón, con este último lograrían el primer bicampeonato de Cristal en 1979 y 1980. 
En 1981 siguió dedicado a las canteras del club, denominadas Esther Grande de Bentín. Pero, en abril de ese año, Marcos Calderón dejaría el cargo. En mayo Gallardo por primera vez asume la dirección técnica del equipo, hasta inicios de 1982.
Tras la salida de Chiarella, volvió a dirigir al primer equipo en 1985, hasta el mes de agosto. A fines de julio, dirigió y despidió a otro ídolo y emblemático: Alfredo Quesada.
A fines de 1988, retomó nuevamente el buzo rimense, tras reemplazar a Óscar Montalvo para la liguilla final, donde Cristal se consagró campeón nacional. Bajo su dirección, el equipo cayó ante Alianza Atlético (0-1), empató ante Alianza Lima (1-1), Universitario (0-0) y derrotó a Octavio Espinosa (1-0) y Unión Huaral (1-0), proclamándose campeón del Torneo Descentralizado. Como ganador del certamen, jugó la final nacional del año frente a Universitario, derrotándolos por 2-1 y consiguiendo así su primer campeonato como entrenador. El año siguiente, consiguió también el Torneo Regional 1989-I y pasó a dirigir las divisiones inferiores nuevamente.
Los siguientes años, dirigió clubes de la segunda división del Perú, obteniendo con todos el ascenso a primera división: Unión Huaral en 1994, Guardia Republicana en 1995 y Alcides Vigo en 1996. Gallardo consiguió su tricampeonato personal, curiosamente los mismos años en que Sporting Cristal se proclamaba tricampeón del fútbol peruano.
Estuvo cerca de lograr el título de la Copa Perú en el 2000, dirigiendo al Coronel Bolognesi de Tacna. Pero cayeron en la final del torneo ante Estudiantes de Medicina. Sus últimos alumnos fueron los chicos de las categorías 84 y 85 del Sporting Cristal antes de su fallecimiento el 19 de enero del 2001.

## Técnico de menores
Por su reconocido trabajo con menores, fue DT de la selección sub-20 de 1981 que participó en el torneo de Ecuador.
Asimismo el «Jet» Gallardo fue nombrado técnico de la selección sub-17 que participó en el Campeonato Sudamericano Sub-17 de 1993. En el torneo, quedó tercero de su grupo y eliminado en primera ronda.

## Estadísticas

### Como futbolista
| Club                                                                                   | Temporada     | Liga  | Liga  | Internacional (1) | Internacional (1) | Total (2) | Total (2) | Media goleadora |
| Club                                                                                   | Temporada     | Part. | Goles | Part.             | Goles             | Part.     | Goles     | Media goleadora |
| -------------------------------------------------------------------------------------- | ------------- | ----- | ----- | ----------------- | ----------------- | --------- | --------- | --------------- |
| Mariscal Castilla · Perú                                                               |               |       |       |                   |                   |           |           |                 |
| 1959                                                                                   | 18            | 12    | -     | -                 | 18                | 12        | 0.67      |                 |
| Total club                                                                             | 18            | 12    | 0     | 0                 | 18                | 12        | 0.67      |                 |
| Sporting Cristal Perú                                                                  |               |       |       |                   |                   |           |           |                 |
| 1960                                                                                   | 15            | 6     | -     | -                 | 15                | 6         | 0.4       |                 |
| 1961                                                                                   | 18            | 17    | -     | -                 | 18                | 17        | 0.94      |                 |
| 1962                                                                                   | 17            | 22    | 4     | 3                 | 21                | 25        | 1.19      |                 |
| 1963                                                                                   | 13            | 10    | -     | -                 | 13                | 10        | 0.77      |                 |
| 1968                                                                                   | 20            | 10    | 10    | 5                 | 30                | 15        | 0.5       |                 |
| 1969                                                                                   | 15            | 7     | 8     | 3                 | 23                | 10        | 0.43      |                 |
| 1970                                                                                   | 28            | 17    | -     | -                 | 28                | 17        | 0.61      |                 |
| 1971                                                                                   | 26            | 22    | 4     | 0                 | 30                | 22        | 0.73      |                 |
| 1972                                                                                   | 7             | 1     | -     | -                 | 7                 | 1         | 0.14      |                 |
| 1973                                                                                   | 33            | 7     | -     | -                 | 33                | 7         | 0.21      |                 |
| 1974                                                                                   | 22            | 11    | -     | -                 | 22                | 11        | 0.50      |                 |
| 1976                                                                                   | 9             | 5     | -     | -                 | 9                 | 5         | 0.56      |                 |
| 1977                                                                                   | 11            | 2     | -     | -                 | 11                | 2         | 0.18      |                 |
| 1978                                                                                   | 1             | 0     | -     | -                 | 1                 | 0         | 0.00      |                 |
| Total club                                                                             | 235           | 137   | 26    | 11                | 261               | 148       | 0.57      |                 |
| AC Milan Italia                                                                        |               |       |       |                   |                   |           |           |                 |
| 1963-64                                                                                | 15            | 2     | -     | -                 | 15                | 2         | 0.13      |                 |
| Total club                                                                             | 15            | 2     | 0     | 0                 | 15                | 2         | 0.13      |                 |
| Cagliari Calcio Italia                                                                 |               |       |       |                   |                   |           |           |                 |
| 1964-65                                                                                | 20            | 1     | -     | -                 | 20                | 1         | 0.05      |                 |
| 1965-66                                                                                | 20            | 6     | -     | -                 | 20                | 6         | 0.30      |                 |
| Total club                                                                             | 40            | 7     | 0     | 0                 | 40                | 7         | 0.18      |                 |
| Palmeiras Brasil                                                                       | 1966-68       | 49    | 22    | -                 | -                 | 49        | 22        | 0.44            |
| Palmeiras Brasil                                                                       | Total club    | 49    | 22    | 0                 | 0                 | 49        | 22        | 0.44            |
| Total carrera                                                                          | Total carrera | 357   | 180   | 26                | 11                | 383       | 191       | 0.49            |
| (1) Incluye datos de la Copa Libertadores. (2) No incluye goles en partidos amistosos. |               |       |       |                   |                   |           |           |                 |

### Resumen estadístico
| Competición           | Encuentros | Goles | Promedio |
| --------------------- | ---------- | ----- | -------- |
| Primera división      | 357        | 180   | 0,48     |
| Copas internacionales | 26         | 11    | 0,42     |
| Selección peruana     | 37         | 11    | 0,30     |
| Total                 | 420        | 202   | 0,46     |

### Como entrenador
| Equipo                     | Div.                 | Torneo               | Estadísticas | Estadísticas | Estadísticas | Estadísticas | Estadísticas |
| Equipo                     | Div.                 | Torneo               | PD           | PG           | PE           | PP           | Efectividad% |
| -------------------------- | -------------------- | -------------------- | ------------ | ------------ | ------------ | ------------ | ------------ |
| Sporting Cristal · Perú    | 1ª                   | Descentralizado 1977 | 3            | 1            | 1            | 1            | 44.44%       |
| Sporting Cristal · Perú    | 1ª                   | Descentralizado 1978 | 2            | 1            | 1            | 0            | 66.67%       |
| Sporting Cristal · Perú    | 1ª                   | Descentralizado 1981 | 30           | 8            | 12           | 10           | 40%          |
| Sporting Cristal · Perú    | 1ª                   | Descentralizado 1985 | 16           | 11           | 3            | 2            | 75%          |
| Sporting Cristal · Perú    | 1ª                   | Descentralizado 1988 | 6            | 3            | 2            | 1            | 61.11%       |
| Sporting Cristal · Perú    | 1ª                   | Descentralizado 1989 | 20           | 12           | 5            | 3            | 68.33%       |
| Sporting Cristal · Perú    | 1ª                   | Libertadores 1989    | 6            | 2            | 0            | 4            | 33.33%       |
| Sporting Cristal · Perú    | Total                | Total                | 81           | 38           | 24           | 21           | 56.79%       |
| Unión Huaral · Perú        | 2ª                   | SD 1994              | 22           | 14           | 4            | 4            | 69.7%        |
| Unión Huaral · Perú        | Total                | Total                | 22           | 14           | 4            | 4            | 69.7%        |
| Guardia Republicana · Perú | 2ª                   | SD 1995              | 20           | 14           | 3            | 3            | 75%          |
| Guardia Republicana · Perú | Total                | Total                | 20           | 14           | 3            | 3            | 75%          |
| Alcides Vigo · Perú        | 2ª                   | SD 1996              | 22           | 13           | 7            | 2            | 69.7%        |
| Alcides Vigo · Perú        | Total                | Total                | 22           | 13           | 7            | 2            | 69.7%        |
| Coronel Bolognesi · Perú   | 3ª                   | Copa Perú 2000       | 7            | 4            | 0            | 3            | 57.14%       |
| Coronel Bolognesi · Perú   | Total                | Total                | 7            | 4            | 0            | 3            | 57.14%       |
| Total en sus equipos       | Total en sus equipos | Total en sus equipos | 152          | 83           | 38           | 33           | 62.94%       |

Actualizado al último partido dirigido el 17 de diciembre del 2000.

## Palmarés

### Como jugador

#### Campeonatos nacionales
| Título                    | Club             | País   | Año       |
| ------------------------- | ---------------- | ------ | --------- |
| Primera división del Perú | Sporting Cristal | Perú   | 1961      |
| Serie A                   | AC Milan         | Italia | 1964      |
| Brasileirão               | Palmeiras        | Brasil | 1967-TRGP |
| Brasileirão               | Palmeiras        | Brasil | 1967-TB   |
| Primera división del Perú | Sporting Cristal | Perú   | 1968      |
| Primera división del Perú | Sporting Cristal | Perú   | 1970      |
| Primera división del Perú | Sporting Cristal | Perú   | 1972      |

#### Campeonatos regionales
| Título               | Club             | País   | Año  |
| -------------------- | ---------------- | ------ | ---- |
| Campeonato Paulista  | Palmeiras        | Brasil | 1966 |
| Torneo Metropolitano | Sporting Cristal | Perú   | 1972 |

### Como entrenador

#### Campeonatos nacionales
| Título                    | Club                | País | Año  |
| ------------------------- | ------------------- | ---- | ---- |
| Primera división del Perú | Sporting Cristal    | Perú | 1988 |
| Segunda división del Perú | Unión Huaral        | Perú | 1994 |
| Segunda división del Perú | Guardia Republicana | Perú | 1995 |
| Segunda división del Perú | Alcides Vigo        | Perú | 1996 |

#### Campeonatos regionales
| Título                 | Club             | País | Año  |
| ---------------------- | ---------------- | ---- | ---- |
| Torneo Descentralizado | Sporting Cristal | Perú | 1988 |
| Torneo Regional - I    | Sporting Cristal | Perú | 1989 |

### Distinciones individuales
| Distinción                                                                                  | Año  |
| ------------------------------------------------------------------------------------------- | ---- |
| Goleador de la primera división del Perú (18 goles)                                         | 1961 |
| Goleador de la primera división del Perú (22 goles)                                         | 1962 |
| Mejor jugador de la primera división del Perú                                               | 1962 |
| Bola de plata y mejor extremo de Brasil                                                     | 1967 |
| Mejor jugador de la primera división del Perú                                               | 1968 |
| Segundo mejor extremo izquierdo de la Copa Mundial de Fútbol de 1970 por puntuación (14.75) | 1970 |
| Incluido en el Once Ideal Histórico de Sporting Cristal                                     | 2018 |

## Cronología
| Predecesor: Diego Agurto         | Director técnico de Sporting Cristal 1977      | Sucesor: Roque Gastón Máspoli        |
| Predecesor: Roque Gastón Máspoli | Director técnico de Sporting Cristal 1978      | Sucesor: José Fernández              |
| Predecesor: Marcos Calderón      | Director técnico de Sporting Cristal 1981-1982 | Sucesor: César Cubilla               |
| Predecesor: José Chiarella       | Director técnico de Sporting Cristal 1985      | Sucesor: José del Castillo           |
| Predecesor: Óscar Montalvo       | Director técnico de Sporting Cristal 1988-1989 | Sucesor: Oscar López-Oscar Cavallero |

## Comentarios
Gallardo, el que jugó en Palmeiras, tenía mucha calidad.
Roberto Rivelino